# Premenstruell dysforisk störning
Premenstruellt dysforiskt syndrom, förkortas PMD och PMDS, är en hormonöverkänslighet med koppling till menstruationscykeln med symptom som kan liknas vid depression. PMD ska inte förväxlas med det mycket vanligare PMS som innebär humörsvängningar.

## Beskrivning
Många av symptomen vid PMD påminner om vanlig depression men skiljer sig genom det cykliska mönstret. Symptomen varar mellan 10 och 14 dagar varje månad och uppträder direkt efter ägglossningen. Fem till sju dagar före mensblödningen kulminerar besvären för att sedan klinga av när blödningen börjar och helt försvinna inom tre till fyra dagar. Sjukdomen kan vara mycket handikappande för de personer som drabbas och innebär ofta att både familjeliv och jobb blir lidande. Livskvaliteten blir allvarligt sänkt och en del personer, dock inte en majoritet, har så svåra PMD-besvär före mens att de hyser självmordstankar. Vanligast är dock plötsligt kraftig aggressivitet och en oförmåga att rationellt sortera sina känslor vilket resulterar i konflikter och en påföljande ångestkänsla då dessa utbrott är oerhört svåra att hejda. 
Syndromet har varit medicinskt dokumenterat sedan 1920-talet. Cirka 3–5 procent av alla kvinnor i fertil ålder beräknas ha det. Symptomen inträder ofta i övre tonåren för att sedan fortgå i vuxen ålder. Personer över 30 år och oftast de som fött barn kan ha mer uttalade symptom. Det händer att personer med svår PMD feldiagnosticeras som deprimerade eller manodepressiva, när det i själva verket rör sig om behandlingskrävande PMD. En ibland använd benämning för mycket svåra fall är menstruationspsykos.

## Symptom och diagnostik
Vanliga PMD-symtom är:
- känslan av att vara intensivt olycklig
- svårighet att se framtiden som positiv
- värdelöshetskänslor
- överkänslighet om man blir avvisad eller kritiserad
- plötsliga attacker av sorgsenhet eller gråt utan uppenbar anledning
- påtaglig ängslighet eller spänningar – känsla av att vara nervös eller uppjagad
- varaktig och påtaglig ilska, irritation eller ökade konflikter med andra människor
- svårighet att umgås med andra människor
- intresseförlust för vardagliga aktiviteter, till exempel arbete, skola eller vänner
- koncentrationssvårigheter
- ständig trötthetskänsla eller energilöshet
- ökad aptit eller tröstätande – särskilt salta eller söta livsmedel
- ökat sömnbehov eller sömnlöshet
- känsla av vanmakt eller kontrollöshet

Många personer märker dessutom att de blir fumliga, får koncentrationssvårigheter, att minnet inte fungerar lika bra och att de får svårt att lära sig nya saker. 
Fullständig diagnos ska ställas av läkare, gynekolog eller psykiater. Dessvärre är inte kunskapen hos läkare den allra bästa, när det gäller PMD. För korrekt diagnos måste patienten uppfylla minst fem av kriterierna ovan, varav det förstnämnda alltid måste finnas med. Närvaron av ett eller flera symtom behöver inte betyda PMD. Allt beror på hur mycket symtomen stör personens beteende, tänkande eller liv.

## Orsak
Menstruationscykeln styrs av ett komplicerat samspel av hormoner. Östrogen och progesteron (gulkroppshormon) bildas i äggstockarna och följer blodet till alla delar av kroppen, däribland hjärnan. Hormonerna omvandlas även till så kallade metaboliter, det vill säga nedbrytningsprodukter, pregnanolon och allopregnanolon. Halten av progesteron med dess nedbrytningsprodukter är låg fram tills dygnet före ägglossningen, då den plötsligt stiger markant. Personer som lider av PMD tycks vara mer känsliga mot dessa nedbrytningsprodukter än andra personer och ägglossningen är därför den period då humörförändringarna är som mest uttalade.

## Behandling
Sjukdomen är generellt sett behandlingskrävande. Vilken behandling som fungerar varierar från person till person. I viss mån förekommer behandling med p-piller som innehåller det nya, fjärde generationens gestagen, drospirenon. Det finns två sådana p-piller på den svenska marknaden: Yasmin och YAZ. De hjälper vissa personer, medan andra mår ännu sämre av dem. Skälen till detta är inte helt utredda. Minipiller, som enbart innehåller progesteron, förvärrar dock ofta PMD-symptomen på grund av överkänsligheten mot såväl det egna progesteronets nedbrytningsprodukter som för tillfört gestagen. Även p-spruta kan hjälpa vissa personer, då den hämmar ägglossningen, medan symptomen för andra snarare förvärras.
Många personer med PMD har nytta av antidepressiva läkemedel i form av selektiva serotoninåterupptagshämmare (SSRI). Dessa påverkar ett ämne i hjärnan som kallas serotonin. Framförallt citalopram och escitalopram har visat sig fungera effektivt. Intressant nog ger SSRI när de tas för att lindra PMD effekt redan efter en eller två dagar, medan de vid behandling av depression eller ångest ger effekt först efter några veckor. Exakt dosering beror på typ av preparat och kan variera från person till person. Vissa personer behöver endast ta medicinen under ägglossningen medan andra uppnår bäst effekt genom att ta den varje dag. 
Även TCA har effekt: den första substansen att studeras för denna indikation var klomipramin under tidigt 1990-tal. Närmast samtliga av försökspersonerna upplevde lindring i någon grad i studien.
Läkemedlet spironolakton, som traditionellt används vid vätskeöverskott i kroppen, till exempel vid hjärtsvikt och högt blodtryck, kan ha effekt på PMD för vissa personer. Orsaken är okänd men det tycks ha en blockerande effekt på vissa hormon som liknar könshormonerna östrogen och gulkroppshormon (gestagen). Medicinen tas under dag 14–28 i menscykeln.
Om ovanstående behandlingsmetoder inte fungerar, kan PMD behandlas effektivt med hjälp av en så kallad GnRH-agonist, ett hormonläkemedel som tas i form av nässpray flera gånger om dagen eller som månatliga injektioner. Läkemedlet blockerar äggstocksfunktionen så att bland annat progesteronet inte kan bildas och kroppen försätts i ett medicinskt klimakterium. Behandlingen kompletteras ofta med så kallat add-back, lågdos av östrogen. Vissa personer har även, som en absolut sista utväg då ingenting annat har hjälpt, valt att operativt avlägsna äggstockarna. 
Ett svenskt forskarlag arbetar sedan ett antal år med att ta fram ett läkemedel mot PMD. Man har tagit fram en prototyp till ett läkemedel som ska blockera de skadliga effekterna från pregnanolonet och allopregnanolonet. Den aktiva substansen kallas UC1010 (sepranolone). En första explorativ studie visade en lindrande effekt på premenstruella besvär hos personer med PMD och nu planeras för att kunna fortsatta fas II‐program.
KBT, kognitiv beteendeterapi, har visat sig öka livskvaliteten för många drabbade genom att lära patienten hur denne ska hantera sitt humör och vara tydlig med sina behov gentemot omgivningen. Genom att slappna av och dra ner på tempot under PMD-perioderna kan personen i fråga hjälpa sig själv att hantera sin situation. Motion och regelbunden träning kan också lindra symptomen.
Stöd från familjen och omgivningen är mycket viktigt. Det viktigaste är att visa förståelse för att personen verkligen har en sjukdom, att dennes sätt att agera har en biologisk orsak. Många gånger lider personen i efterhand av vad den har sagt och gjort. Detta i sin tur kan väcka både skam och skuld och dränera självkänslan. Det är vanligt att personens partner upplever en stor hopplöshet under PMD-perioderna, eftersom man inte vet hur man ska hjälpa till. Det är till hjälp att anhöriga lär sig så mycket som möjligt om själva sjukdomen, dess orsaker och behandling.